# Estatohmio
El estatohmio (símbolo: statΩ) es la unidad derivada de resistencia eléctrica en el sistema de unidades CGS electroestático (centímetro-gramo-segundo).
Las unidades estáticas del sistema CGS están relacionadas con las unidades electromagnéticas equivalentes por un factor de la velocidad de la luz. Esas unidades se conocenn como unidades absolutas, por lo que el equivalente del estatohmio es el abohmio y sus proporciones son:
1 estatohmio = c2 abohmios = 8,987551787x1020 abohmios donde c es la velocidad de la luz en centímetros por segundo.
Estas unidades no son comunes en la actualidad. La unidad del SI de resistencia es el ohmio. El estatohmio es casi un billón de veces más grande que el ohmio y es la unidad de resistencia más grande jamás utilizada en cualquier sistema de medición. El estatohmio como unidad práctica es tan inutilizable como el abohmio es inutilizablemente pequeño.
1 estatohmio = 8.987551787x1011 ohmios